# Miss Teen USA

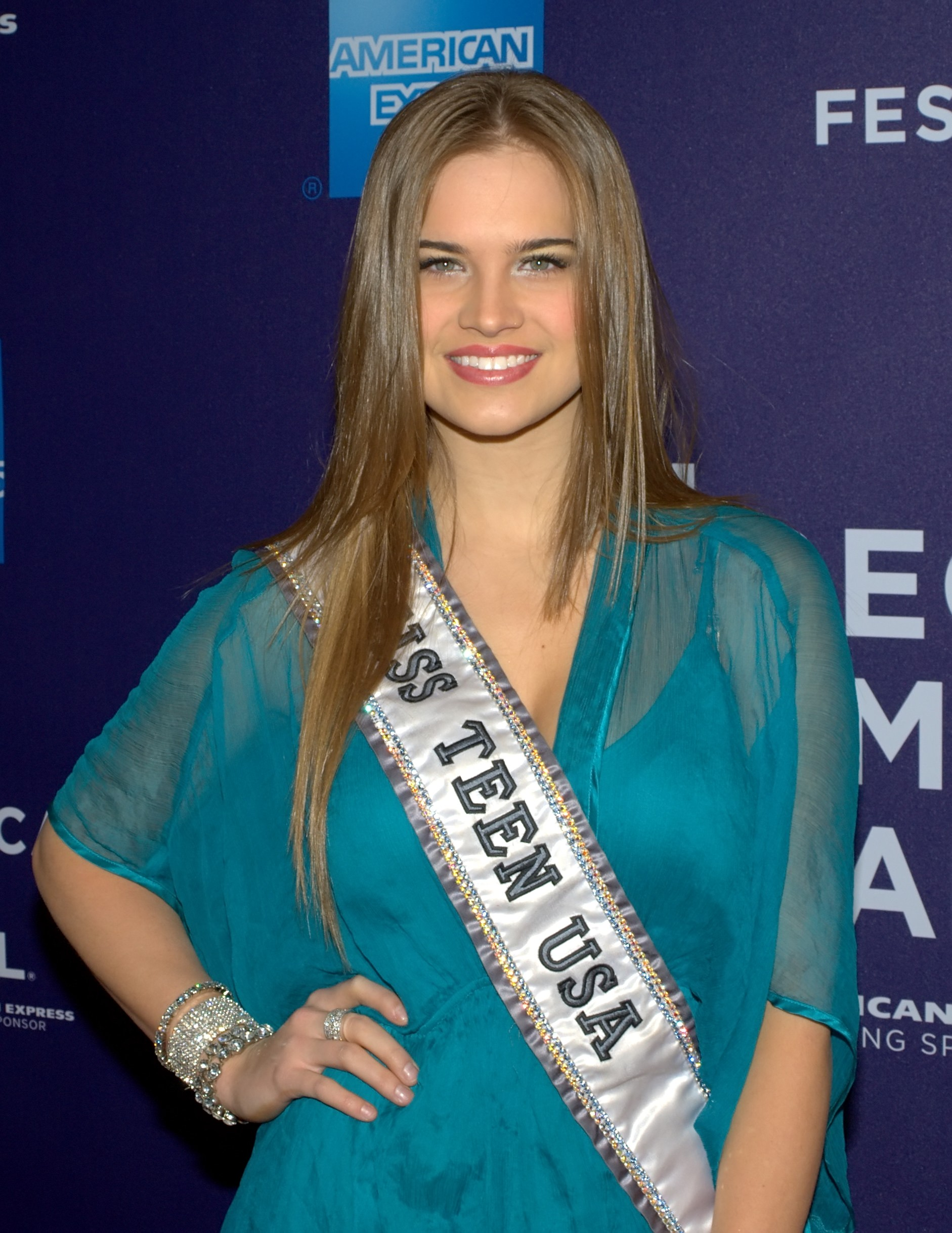
Stormi Henley, Miss Teen USA 2009

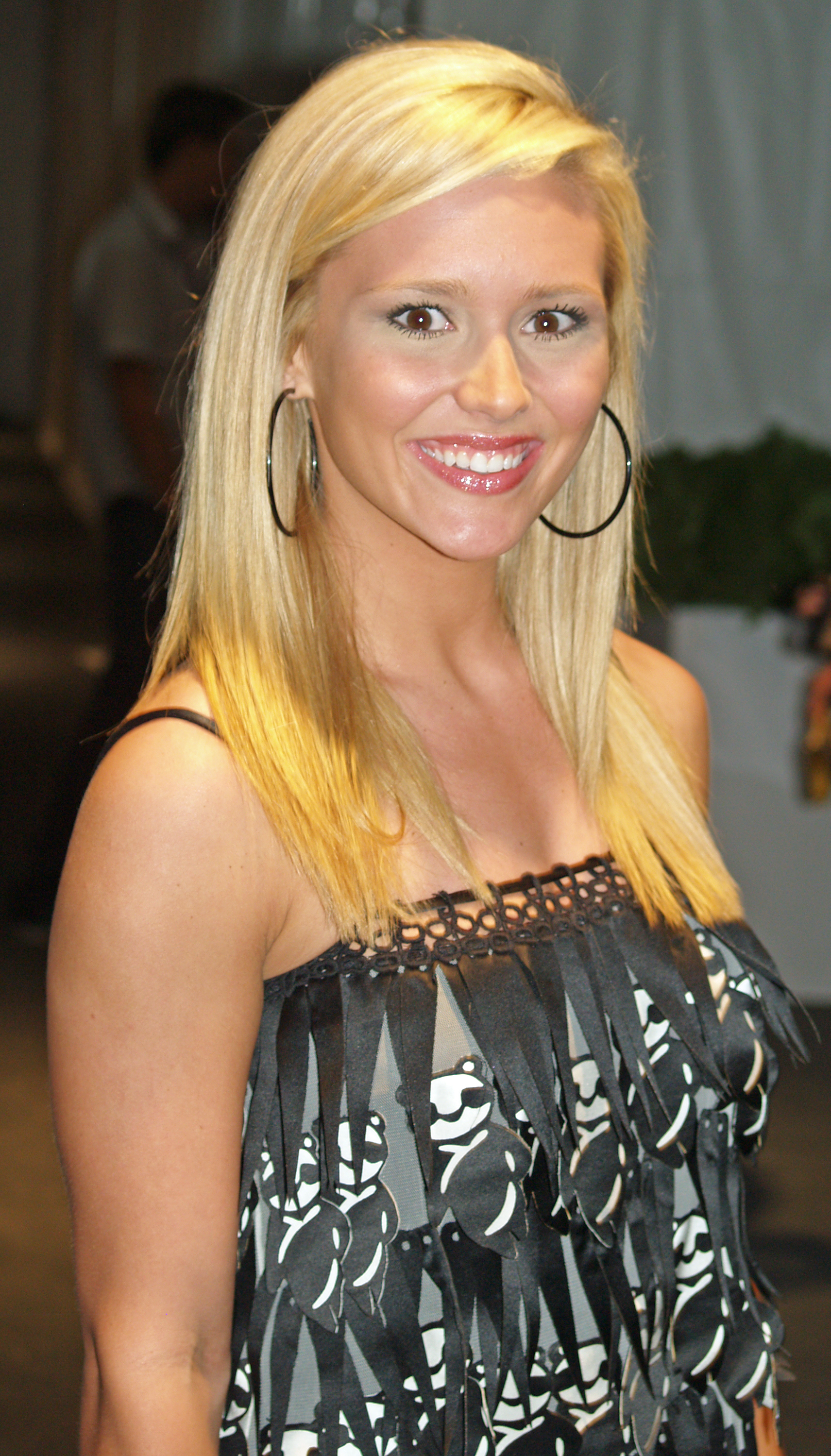
Stevi Perry, Miss Teen USA 2008

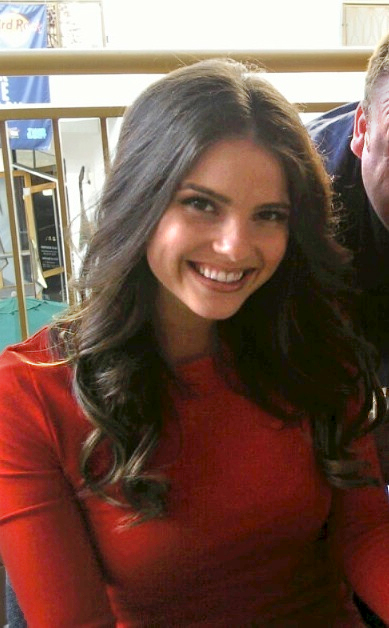
Shelley Hennig, Miss Teen USA 2004

Miss Teen USA è un concorso di bellezza organizzato dalla Miss Universe Organization per ragazze dai quindici ai diciannove anni.

## Storia
Il concorso è stato tenuto per la prima volta ad agosto 1983 in Florida e fu vinto da Ruth Zakarian di New York. Dall'anno successivo il concorso fu spostato ad aprile, per poi passare a gennaio nei due anni successivi. Dal 1988 al 1990 il concorso si è svolto a gennaio, e poi dal 1991 sempre ad agosto. La location più frequente del concorso è stata Biloxi nel Mississippi. La trasmissione televisiva del concorso è stata gestita da numerosi canali, significativamente dalla NBC dal 2003 al 2007. In seguito il concorso non è più stato trasmesso in televisione.

## Albo d'oro
| Anno | Miss Teen USA             | Stato rappresentato | Città          | Età |
| ---- | ------------------------- | ------------------- | -------------- | --- |
| 1983 | Ruth Zakarian             | New York            | Amsterdam      | 16  |
| 1984 | Cherise Haugen            | Illinois            | Sleepy Hollow  | 17  |
| 1985 | Kelly Hu                  | Hawaii              | Honolulu       | 16  |
| 1986 | Allison Brown             | Oklahoma            | Edmond         | 17  |
| 1987 | Kristi Addis              | Mississippi         | Holcomb        | 16  |
| 1988 | Mindy Duncan              | Oregon              | Newberg        | 16  |
| 1989 | Brandi Sherwood           | Idaho               | Boise          | 18  |
| 1990 | Bridgette Wilson          | Oregon              | Gold Beach     | 16  |
| 1991 | Janel Bishop              | New Hampshire       | Manchester     | 17  |
| 1992 | Jamie Solinger            | Iowa                | Altoona        | 17  |
| 1993 | Charlotte Lopez           | Vermont             | Dorset         | 16  |
| 1994 | Shauna Gambill            | California          | Acton          | 17  |
| 1995 | Keylee Sue Sanders        | Kansas              | Louisburg      | 18  |
| 1996 | Christie Lee Woods        | Texas               | Huntsville     | 18  |
| 1997 | Shelly Moore              | Tennessee           | Knoxville      | 18  |
| 1998 | Vanessa Minnillo          | Carolina del Sud    | Charleston     | 17  |
| 1999 | Ashley Coleman            | Delaware            | Camden         | 18  |
| 2000 | Jillian Parry             | Pennsylvania        | Newtown        | 18  |
| 2001 | Marissa Whitley           | Missouri            | Springfield    | 18  |
| 2002 | Vanessa Semrow            | Wisconsin           | Rhinelander    | 17  |
| 2003 | Tami Farrell              | Oregon              | Phoenix        | 18  |
| 2004 | Shelley Hennig            | Louisiana           | Destrehan      | 17  |
| 2005 | Allie LaForce             | Ohio                | Vermilion      | 16  |
| 2006 | Katie Blair               | Montana             | Billings       | 18  |
| 2007 | Hilary Cruz               | Colorado            | Louisville     | 18  |
| 2008 | Stevi Perry               | Arkansas            | Hamburg        | 18  |
| 2009 | Stormi Henley             | Tennessee           | Crossville     | 18  |
| 2010 | Kamie Crawford            | Maryland            | Potomac        | 17  |
| 2011 | Danielle Doty             | Texas               | Harlingen      | 18  |
| 2012 | Logan West                | Connecticut         | Southington    | 17  |
| 2013 | Cassidy Wolf              | California          | Temecula       | 19  |
| 2014 | K. Lee Graham             | Carolina del Sud    | Chapin         | 17  |
| 2015 | Katherine Haik            | Louisiana           | Franklinton    | 15  |
| 2016 | Karlie Hay                | Texas               | Tomball        | 18  |
| 2017 | Sophia Dominguez-Heithoff | Missouri            | Kansas City    | 17  |
| 2018 | Hailey Colborn            | Kansas              | Wichita        | 17  |
| 2019 | Kaliegh Garris            | Connecticut         | New Haven      | 18  |
| 2020 | Ki'ilani Arruda           | Hawaii              | Kapaa          | 18  |
| 2021 | Breanna Myles             | Florida             | Port St. Lucie | 18  |
| 2022 | Faron Medhi               | Nebraska            | Omaha          | 18  |
| 2023 | UmaSofia Srivastava       | New Jersey          | Morris Plains  | 16  |